# 宇宙の季節
「宇宙の季節」（うちゅうのきせつ）は、Lanndo feat.Eve,suis(from ヨルシカ)の楽曲。2021年7月26日に配信限定シングルとしてトイズファクトリーからリリースされた。ぬゆり（Lanndo）のメジャーデビューシングル。

## 概要
ボカロPのぬゆりのソロプロジェクト・Lanndoとしての作品。
ぬゆりが作詞・作曲を担当し、Eveとsuis（ヨルシカ）が歌唱している。
Eveとsuis（ヨルシカ）は、「平行線」以来のタッグとなる。

## 収録内容
| #  | タイトル       | 作詞・作曲     | 歌唱                    | 時間 |
| -- | -------------- | -------------- | ----------------------- | ---- |
| 1. | 「宇宙の季節」 | ぬゆり(Lanndo) | Eve,suis(from ヨルシカ) | 4:22 |